# آنخل گالوان
آنخل گالوان (انگلیسی: Ángel Galván؛ زادهٔ ۱۶ آوریل ۱۹۹۳) بازیکن فوتبال اهل اسپانیا است.
از باشگاه‌هایی که در آن بازی کرده‌است می‌توان به باشگاه ورزشی تنریف اشاره کرد.